# Formicium simillimum
Formicium simillimum är en myrart som beskrevs av Lutz 1986. Formicium simillimum ingår i släktet Formicium och familjen myror. Inga underarter finns listade i Catalogue of Life.